# Stazione di Acicastello
La stazione di Acicastello era una fermata posta sul vecchio tracciato della linea Messina-Siracusa a servizio del comune di Aci Castello. Venne dismessa e abbandonata nel 1989.

## Storia
La fermata venne stabilita costruendo un marciapiede in terra battuta e utilizzando il fabbricato, un casello ferroviario per il comando del vicino passaggio a livello posto a circa un km di distanza e in corrispondenza della strada comunale che adduce all'abitato. La fermata, sempre presenziata da apposito agente di custodia, era di fermata per un limitato numero di treni locali in sostituzione di quella, a servizio del paese, della Tranvia Catania-Acireale soppressa nel 1934. La fermata venne definitivamente soppressa nell'estate del 1980 quando, in seguito alla costruzione di un cavalcavia anche il passaggio a livello venne eliminato.
Il fabbricato fu abbandonato insieme al tracciato dismesso in conseguenza dell'attivazione, nel 1989, del tratto a doppio binario costruito quasi tutto in galleria.

## Strutture e impianti
La stazione era costituita da un piccolo fabbricato a due elevazioni e un corto marciapiede. Si trattava di un casello ferroviario di custodia per l'adiacente passaggio a livello sulla strada intercomunale Acicastello-San Gregorio di Catania. Vi fermavano alcuni treni viaggiatori locali.
La posizione della stazione permetteva una visione panoramica del piccolo arcipelago delle Isole Ciclopi.

## Movimento
Il quadro dell'orario invernale del 1938 in vigore dal 4 dicembre informava della fermata di 7 treni accelerati provenienti da Messina e in senso inverso di 4 accelerati da Catania e 2 da Siracusa.
Nel 1975 il servizio era stato ridotto a 4 treni giornalieri aventi fermata di cui 3 provenienti da Messina e uno, a periodicità feriale, proveniente da Taormina. In senso inverso i treni che vi effettuavano fermata erano 5, di categoria accelerato tutti aventi origine a Catania Centrale .